# Império
Império est une telenovela brésilienne diffusée du 21 juillet 2014 au 13 mars 2015 sur Rede Globo.

## Acteurs et personnages
| Acteur/Actrice      | Personnage                                      |
| ------------------- | ----------------------------------------------- |
| Alexandre Nero      | José Alfredo de Medeiros (Zé Alfredo),          |
| Lília Cabral        | Maria Marta Medeiros de Mendonça e Albuquerque, |
| Drica Moraes        | Cora Bastos,                                    |
| Leandra Leal        | Cristina Bastos de Medeiros,                    |
| Caio Blat           | José Pedro Albuquerque de Medeiros,             |
| Andreia Horta       | Maria Clara Albuquerque de Medeiros,            |
| Daniel Rocha        | João Lucas Albuquerque de Medeiros,             |
| Malu Galli          | Eliane Bastos de Medeiros                       |
| José Mayer          | Claudio Bolgari,                                |
| Marina Ruy Barbosa  | Maria Isis,                                     |
| Rafael Cardoso      | Vicente Ferreira da Silva                       |
| Nanda Costa         | Tuane dos Santos,                               |
| Paulo Betti         | Teodoro Pereira (Téo),                          |
| Klebber Toledo      | Leonardo de Souza,                              |
| Zezé Polessa        | Magnólia                                        |
| Tato Gabus Mendes   | Severo                                          |
| Joaquim Lopes       | Enrico Bolgari,                                 |
| Maria Ribeiro       | Danielle de Medeiros                            |
| Ailton Graça        | Adalberto da Silva (Xana Summer)                |
| Adriana Birolli     | Maria Marta (jeune)/ Amanda Mendonça,           |
| Suzy Rêgo           | Beatriz Bolgari                                 |
| Othon Bastos        | Silviano                                        |
| Letícia Birkheuer   | Érika                                           |
| Paulo Vilhena       | Domingos Salvador                               |
| Flávio Galvão       | Reginaldo                                       |
| Roberto Birindelli  | Josué                                           |
| Elizângela          | Jurema                                          |
| Rômulo Arantes Neto | Roberto                                         |
| Paulo Rocha         | Orville Neto                                    |
| Cris Vianna         | Juliane Matos                                   |
| Viviane Araujo (pt) | Naná,                                           |
| Rafael Losso        | Elivaldo                                        |
| Erom Cordeiro       | Fernando,                                       |
| Roberto Bomfim      | Antônio (Antoninho)                             |
| Ana Carolina Dias   | Carmen Godinho                                  |
| Josie Pessoa        | Eduarda                                         |
| Juliana Boller      | Bianca Bolgari                                  |
| Karen Junqueira     | Fernanda                                        |
| Júlia Fajardo       | Helena Abrantes                                 |
| Roberto Pirillo     | Dr. Merival Porto                               |
| Jonas Torres        | Ismael                                          |
| Lucci Ferreira      | Antônio                                         |
| Dani Barros         | Lorraine                                        |
| Júlio Machado       | Jairo                                           |
| Ravel Andrade       | Otoniel                                         |
| Juliana Gaby        | Stephany                                        |
| Kiria Malheiros     | Bruna                                           |
| Adriano Alves       | Victor                                          |
| Chay Suede          | José Alfredo (jeune),                           |
| Vanessa Giácomo     | Eliane (jeune),                                 |
| Marjorie Estiano    | Cora (jeune),                                   |
| Thiago Martins      | Elivaldo Medeiros                               |
| Regina Duarte       | Maria Joaquina Braga (Braga)                    |
| Reginaldo Faria     | Sebastião Ferreira                              |
| Alejandro Claveaux  | Josué (jeune)                                   |
| Ed Oliveira         | Bigode                                          |
| Jackson Antunes     | Manoel                                          |
| André Martins       |                                                 |
| Júlia Belmont       |                                                 |
| Nicollas Paixão     | Júnior                                          |
| Laercio Fonseca     | Felipe                                          |
| Joe Ribeiro         | Marcão                                          |
| Orlando Soares      | police                                          |
| Marcos Franca       | délégué                                         |
| João Cunha          | délégué                                         |
| Ana Paula Botelho   |                                                 |

## Diffusion
- Rede Globo (2014-2015)
- TVS
- SIC
- Canal 13
- Teledoce
- Azteca 13
- Telefe
- Telemundo
- ATV
- RTV Pink

## Récompense
- International Emmy Awards 2015 : Meilleure telenovela